# Mark Gross (Saxophonist)
.

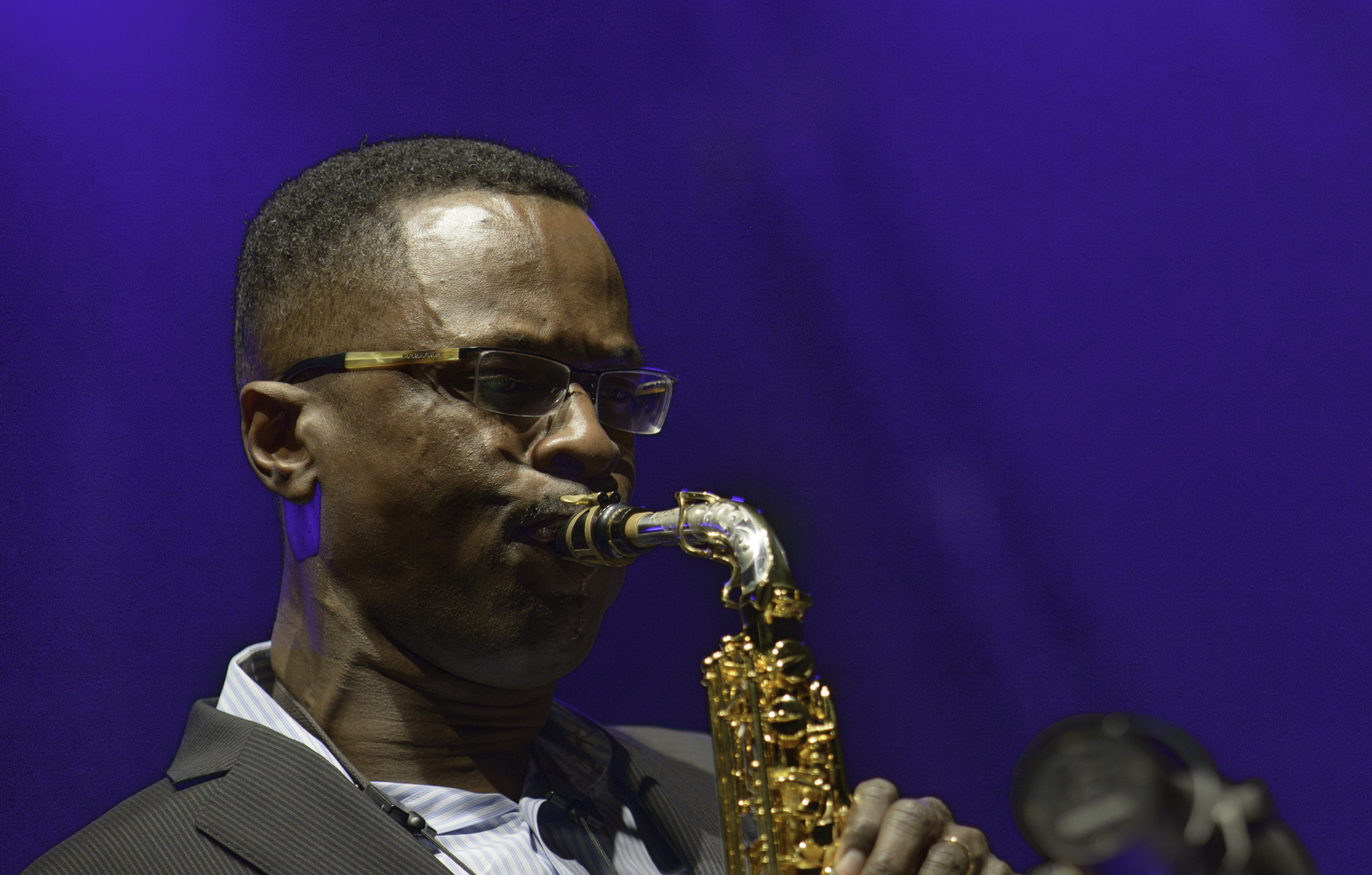
Mark Gross (2014)

Mark Gross (* 20. Februar 1966 in Baltimore) ist ein US-amerikanischer Jazzmusiker (Altsaxophon), der in der Hardbop-Tradition spielt.

## Leben und Wirken
Mark Gross wuchs in seinem Elternhaus in Baltimore mit Gospelmusik auf. Sein Vater war Prediger in der lokalen Kirchengemeinde der Mt. Zion C.O.G.I.C. Church. Zunächst begann er sich mit klassischer Musik an der Baltimore School for the Arts zu beschäftigen, studierte dann an der Howard University und anschließend vier Jahre am Berklee College of Music u. a. bei Joe Viola und Bill Pierce. Dort erwarb er den Bachelor of Arts in Music Performance. Nach seinem Abschluss 1988 arbeitete Gross als professioneller Jazzmusiker; erste Aufnahmen entstanden 1991 in New York mit der Formation Good Fellas, der u. a. Philip Harper, Vincent Herring, Stephen Scott, Essiet Okon Essiet angehörten.
In den folgenden Jahren spielte Gross außerdem mit Musikern wie Nat Adderley, Dave Holland, Mulgrew Miller, Nicholas Payton, Delfeayo Marsalis, Wynton Marsalis, Dizzy Gillespie, Nancy Wilson, Jimmy Heath, sowie in der Dizzy Gillespie Alumni Big Band, im Village Vanguard Jazz Orchestra, Tom Harrell Big Band, Duke Ellington Orchestra (Ghost Band), bei Frank Foster and the Loud Minority, in der Mingus Big Band, ferner mit Freddie Hubbard, Donald Harrison, Mark Whitfield, Joe Dukes, Jack McDuff, Joe Chambers, Neal Smith, Cyrus Chestnut, Regina Carter, Lionel Hampton, Stefon Harris, Walter Booker, Jimmy Cobb, Don Braden und Vincent Gardner.
Daneben arbeitete Gross in verschiedenen Theatershows und -musicals am New Yorker Broadway, wie in Five Guys Named Moe (1992–1993), basierend auf der Musik Louis Jordans, und in Kat and the Kings (1999–2000) und Swing (2000–2001). Mark Gross wirkte auch beim Soundtrack des Spike Lee Films Malcolm X (1992) mit. Unter eigenem Namen spielte er die Alben Preach Daddy (King Records) und Riddle of the Sphinx (J Curve Records) ein. Im Bereich des Jazz war er zwischen 1991 und 2015 an 55 Aufnahmesessions beteiligt, zuletzt mit dem Dick Oatts/Mats Holmquist New York Jazz Orchestra. Gegenwärtig (2019) leitet Gross ein Quintett, dem Freddie Hendrix (Trompete), Benito Gonzalez (Piano), Ark Ovrutski (Bass) und Corey Rawls (Drums) angehören.

## Diskographische Hinweise
- Riddle of the Sphinx (1999), mit Joe Locke, Mulgrew Miller, Darryl Hall, Brian Blade, Khalil Kwame Bell (perc), John La Barbara
- Blackside (2012), mit Freddie Hendrix, Cyrus Chestnut, Yotam, Dezron Douglas, Gregory Hutchinson, Vanderlei Pereira